# Рефлекс свободы
Рефлекс свободы — это естественная реакция живого организма на внешнее воздействие (раздражитель), связанное с возникшими ограничениями, в том числе — связанное со сковыванием движения.
Иван Петрович Павлов, проводя с собаками научные эксперименты, связанные с пищевыми рефлексами, заметил одну особенность — животное, находясь в экспериментальном станке, который не причиняет боли, но сковывает движение, постоянно рвется, кидается, пытается сбежать. Он предположил, что собака, вероятно, просится на руки, так как она точно не являлась дикой — была ручным животным. Возбуждение возникало всякий раз, когда движение ограничивалось, хотя уже прошел не один месяц. Привыкание не вырабатывалось, спокойнее реагировать собака не стала. Экспериментатор пробовал изменять условия: взять ее на руки, поставить станок на пол, чтобы собака «почувствовала» надежную почву под ногами и так далее, но ничего не изменяло реакцию — подопытная не успокаивалась.
Иван Павлов предположил, что собаке требуется подвижность, однако спущенная со станка собака просто ложилась у ног экспериментатора. Для проверки натирания, давления на кожу животного (вдруг это причиняет дискомфорт) специально ослабляли все завязки, но и это не приводило ни к каким изменениям. Когда брали те же завязки, делали из них ошейник, но не сковывающий движение, а более свободный, то есть собака может свободно бегать в пределах нескольких метров, она успокаивалась, хотя завязки затягивали как следует.
Перед нами резко подчеркнутая, хорошо изолированная физиологическая реакция собаки — рефлекс свободы. <…..>
Конечно, рефлекс свободы есть общее свойство, общая реакция животных, один из важнейших прирожденных рефлексов. Не будь его, всякое малейшее препятствие, которое встречало бы животное на своем пути, совершенно прерывало бы течение его жизни. И мы знаем хорошо, как все животные, лишенные обычной свободы, стремятся освобождаться, особенно, конечно, дикие, впервые плененные человеком. Но факт, так общеизвестный, до сих пор не имел правильного обозначения и не был зачисляем регулярно в систематику прирожденных рефлексов.
Иван Петрович Павлов

Находясь в сковывающих условиях, то есть в состоянии несвободы, собака отказывалась даже питаться, пока ей не давали пищу насильно, несмотря на то, что была голодная сутки и более.

Неужели пищевой рефлекс слабее рефлекса свободы? Почему пищевой рефлекс теперь не побеждает рефлекса свободы? <…..>
Пищевое раздражение в полости рта продолжалось короткое время, происходило с большими перерывами, а рефлекс свободы действовал все время опыта и тем все сильнее, чем дольше стояло животное в станке.
Иван Петрович Павлов

Находясь в таких условиях (в условиях закрепощения) собака ела мало и сильно похудела, но со временем все-таки начала питаться, видимо, распрощавшись со свободой в обмен на выживание. Через некоторое время она стала кушать побольше, затем еще побольше, а затем — съедала уже всю порцию каждый раз. Подавление рефлекса свободы заняло около трех месяцев.
Однако, как только был убран станок, собаку снова стали кормить в естественных условиях, уже через 1—1,5 месяца рефлекс полностью вернулся и работал, как и ранее. Соответственно, рефлекс свободы можно подавлять сколько угодно, но нельзя подавить раз и навсегда.
Обратный рефлекс — рефлекс рабства, также описываемый И. Павловым:

Очевидно, что вместе с рефлексом свободы существует также прирожденный рефлекс рабской покорности. Хорошо известен факт, что щенки и маленькие собачки часто падают перед большими собаками на спину. Это есть отдача себя на волю сильнейшего, аналог человеческого бросания на колени и падения ниц — рефлекс рабства, конечно, имеющий свое определенное жизненное оправдание. Нарочитая пассивная поза слабейшего, естественно, ведет к падению агрессивной реакции сильнейшего, тогда как, хотя бы и бессильное, сопротивление слабейшего только усиливает разрушительное возбуждение сильнейшего.

Как часто и многообразно рефлекс рабства проявляется на русской почве и как полезно сознавать это! Приведем один литературный пример. В маленьком рассказе Куприна «Река жизни» описывается самоубийство студента, которого заела совесть из-за предательства товарищей в охранке. Из письма самоубийцы ясно, что студент сделался жертвой рефлекса рабства, унаследованного от матери-приживалки. Понимай он это хорошо, он, во первых, справедливее бы судил себя, а во-вторых, мог бы систематическими мерами развить в себе успешное задерживание, подавление этого рефлекса.